# La Poste Monaco
La Poste Monaco is het postbedrijf van Monaco. Het is een tak van La Poste Group (Frankrijk). Het bedrijf werd opgericht in 1937 en het hoofdkantoor is gevestigd in het Palais de la Scala, 1 Avenue Henri Dunant. De postdienst van Monaco heeft zeven binnenlandse vestigingen. 

## Vestigingen
1. Monte-Carlo: Avenue Henry Dunant
2. Condamine Monaco: Rue Grimaldi
3. Monaco-Ville: Place de la Mairie
4. Monte-Carlo Moulins: Place des Moulins
5. Monaco Fontvielle: Place du Campanin
6. Monte-Carlo Larvotto: Avenue Princesse Grace
7. Monaco Herculis: Chemin de la Turbie